# GvA Trofee veldrijden 2008-2009
De Gazet van Antwerpen Trofee Veldrijden 2008-2009 was het 22e seizoen van dit regelmatigheidscriterium in het veldrijden. De wedstrijdserie begon op 1 november 2008 met de Koppenberg en eindigde op 22 februari 2009 in Oostmalle. 
De Trofee werd gewonnen door Sven Nys. Het was zijn vijfde titel op rij en de zesde in totaal.

## Kalender
| Datum      | Locatie                                   | Cat. | Eerste        | Tweede        | Derde               |
| ---------- | ----------------------------------------- | ---- | ------------- | ------------- | ------------------- |
| 01/11/2008 | Koppenberg - GP Willy Naessens            | C1   | Sven Nys      | Lars Boom     | Niels Albert        |
| 11/11/2008 | Niel - Jaarmarktcross                     | C2   | Lars Boom     | Niels Albert  | Sven Nys            |
| 22/11/2008 | Hasselt - GP van Hasselt                  | C2   | Bart Wellens  | Kevin Pauwels | Rob Peeters         |
| 13/12/2008 | Essen - GP Rouwmoer                       | C2   | Sven Nys      | Zdeněk Štybar | Thijs Al            |
| 30/12/2008 | Loenhout - Azencross                      | C1   | Zdeněk Štybar | Sven Nys      | Radomír Šimůnek     |
| 01/01/2009 | Baal - GP Sven Nys                        | C1   | Sven Nys      | Zdeněk Štybar | Niels Albert        |
| 07/02/2009 | Lille - Krawatencross                     | C1   | Niels Albert  | Sven Nys      | Bart Wellens        |
| 22/02/2009 | Oostmalle - Internationale Sluitingsprijs | C1   | Sven Nys      | Niels Albert  | Sven Vanthourenhout |

## Eindklassement
| Nr. | Veldrijder            | Punten |
| --- | --------------------- | ------ |
| 1.  | Sven Nys              | 272    |
| 2.  | Bart Wellens          | 222    |
| 3.  | Zdeněk Štybar         | 214    |
| 4.  | Kevin Pauwels         | 199    |
| 5.  | Niels Albert          | 188    |
| 6.  | Bart Aernouts         | 184    |
| 7.  | Thijs Al              | 177    |
| 8.  | Dieter Vanthourenhout | 157    |
| 9.  | Gerben de Knegt       | 154    |
| 10. | Sven Vanthourenhout   | 150    |

## Uitslagen
| Nr. | Naam             | Tijd    |
| --- | ---------------- | ------- |
| 1   | Sven Nys         | 0:56.25 |
| 2   | Lars Boom        | + 0.05  |
| 3   | Niels Albert     | + 0.42  |
| 4   | Klaas Vantornout | + 1.07  |
| 5   | Bart Wellens     | + 1.15  |
| 6   | Rob Peeters      | + 1.23  |
| 7   | Bart Aernouts    | zt      |
| 8   | Petr Dlask       | zt      |
| 9   | Zdeněk Štybar    | zt      |
| 10  | Jan Soetens      | + 1.43  |

| Nr. | Naam                | Tijd     |
| --- | ------------------- | -------- |
| 1   | Lars Boom           | onbekend |
| 2   | Niels Albert        |          |
| 3   | Sven Nys            |          |
| 4   | Bart Wellens        |          |
| 5   | Sven Vanthourenhout |          |
| 6   | Bart Aernouts       |          |
| 7   | Rob Peeters         |          |
| 8   | Richard Groenendaal |          |
| 9   | Gerben de Knegt     |          |
| 10  | Kevin Pauwels       |          |

| Nr. | Naam                | Tijd     |
| --- | ------------------- | -------- |
| 1   | Bart Wellens        | onbekend |
| 2   | Kevin Pauwels       |          |
| 3   | Rob Peeters         |          |
| 4   | Erwin Vervecken     |          |
| 5   | Sven Nys            |          |
| 6   | Bart Aernouts       |          |
| 7   | Gerben de Knegt     |          |
| 8   | Petr Dlask          |          |
| 9   | Richard Groenendaal |          |
| 10  | Wilant van Gils     |          |

| Nr. | Naam                  | Tijd     |
| --- | --------------------- | -------- |
| 1   | Sven Nys              | onbekend |
| 2   | Zdeněk Štybar         |          |
| 3   | Thijs Al              |          |
| 4   | Bart Aernouts         |          |
| 5   | Kevin Pauwels         |          |
| 6   | Bart Wellens          |          |
| 7   | Sven Vanthourenhout   |          |
| 8   | Dieter Vanthourenhout |          |
| 9   | Lars Boom             |          |
| 10  | Richard Groenendaal   |          |

| Nr. | Naam                | Tijd     |
| --- | ------------------- | -------- |
| 1   | Zdeněk Štybar       | onbekend |
| 2   | Sven Nys            |          |
| 3   | Radomir Simunek     |          |
| 4   | Bart Wellens        |          |
| 5   | Erwin Vervecken     |          |
| 6   | Thijs Al            |          |
| 7   | Kevin Pauwels       |          |
| 8   | Niels Albert        |          |
| 9   | Bart Aernouts       |          |
| 10  | Eddy van IJzendoorn |          |

| Nr. | Naam                  | Tijd     |
| --- | --------------------- | -------- |
| 1   | Sven Nys              | onbekend |
| 2   | Zdeněk Štybar         |          |
| 3   | Niels Albert          |          |
| 4   | Radomir Simunek       |          |
| 5   | Sven Vanthourenhout   |          |
| 6   | Bart Wellens          |          |
| 7   | Kevin Pauwels         |          |
| 8   | Thijs Al              |          |
| 9   | Richard Groenendaal   |          |
| 10  | Dieter Vanthourenhout |          |

| Nr. | Naam                  | Tijd     |
| --- | --------------------- | -------- |
| 1   | Niels Albert          | onbekend |
| 2   | Sven Nys              |          |
| 3   | Bart Wellens          |          |
| 4   | Zdeněk Štybar         |          |
| 5   | Sven Vanthourenhout   |          |
| 6   | Dieter Vanthourenhout |          |
| 7   | Kevin Pauwels         |          |
| 8   | Richard Groenendaal   |          |
| 9   | Erwin Vervecken       |          |
| 10  | Thijs Al              |          |

| Nr. | Naam                | Tijd     |
| --- | ------------------- | -------- |
| 1   | Sven Nys            | onbekend |
| 2   | Niels Albert        |          |
| 3   | Sven Vanthourenhout |          |
| 4   | Kevin Pauwels       |          |
| 5   | Bart Wellens        |          |
| 6   | Zdeněk Štybar       |          |
| 7   | Bart Aernouts       |          |
| 8   | Erwin Vervecken     |          |
| 9   | Eddy van IJzendoorn |          |
| 10  | Rob Peeters         |          |

Kampioenschappen:  Wereldkampioenschappen · 
 Europese kampioenschappen · 
 Belgische kampioenschappen · 
 Nederlandse kampioenschappen
Klassementen:  Wereldbeker · 
 Superprestige · 
 GvA Trofee · 
 TOI TOI Cup · 
 Challenge national
1987-1988 · 1988-1989 · 1989-1990 · 1990-1991 · 1991-1992 · 1992-1993 · 1993-1994 · 1994-1995 · 1995-1996 · 1996-1997 · 1997-1998 · 1998-1999 · 1999-2000 · 2000-2001 · 2001-2002 · 2002-2003 · 2003-2004 · 2004-2005 · 2005-2006 · 2006-2007 · 2007-2008 · 2008-2009 · 2009-2010 · 2010-2011 · 2011-2012 · 2012-2013 · 2013-2014 · 2014-2015 · 2015-2016 · 2016-2017 · 2017-2018 · 2018-2019 · 2019-2020 · 2020-2021 · 2021-2022 · 2022-2023 · 2023-2024 · 2024-2025